# Seznam dílů seriálu Charmed
Toto je seznam dílů seriálu Charmed. Americký dramatický televizní seriál Charmed, reboot seriálu Čarodějky z let 1998–2006, byl vysílán od 14. října 2018 do 10. června 2022 na stanici The CW. Celkem vzniklo ve čtyřech řadách 72 dílů seriálu.

## Přehled řad
| Řada | Díly | Premiéra v USA  | Premiéra v USA    |
| Řada | Díly | První díl       | Poslední díl      |
| ---- | ---- | --------------- | ----------------- |
| 1    | 22   | 14. října 2018  | 19. května 2019   |
| 2    | 19   | 11. října 2019  | 1. května 2020    |
| 3    | 18   | 24. ledna 2021  | 16. července 2021 |
| 4    | 13   | 11. března 2022 | 10. června 2022   |

## Seznam dílů

### První řada (2018–2019)
| Č. v seriálu | Č. v řadě | Původní název          | Režie            | Scénář | Premiéra v USA     |
| ------------ | --------- | ---------------------- | ---------------- | --- | ------------------ |
| 1            | 1         | Pilot                  | Brad Silberling  | námět: Jessica O'Toole, Amy Rardin, Jennie Snyder Urman a Constance M. Burge scénář: Jessica O'Toole a Amy Rardin | 14. října 2018     |
| 2            | 2         | Let This Mother Out    | Vanessa Parise   | Jessica O'Toole a Amy Rardin                                                                                      | 21. října 2018     |
| 3            | 3         | Sweet Tooth            | Michael Allowitz | Joey Falco | 28. října 2018     |
| 4            | 4         | Exorcise Your Demons   | Melanie Mayron   | Marcos Luevanos                                                                                                   | 4. listopadu 2018  |
| 5            | 5         | Other Women            | Amyn Kaderali    | George Northy | 11. listopadu 2018 |
| 6            | 6         | Kappa Spirit           | Jeff Byrd        | Emmylou Diaz | 18. listopadu 2018 |
| 7            | 7         | Out of Scythe          | Jamie Travis     | Sarah Goldfinger                                                                                                  | 25. listopadu 2018 |
| 8            | 8         | Bug a Boo              | Vanessa Parise   | Zoe Marshall | 2. prosince 2018   |
| 9            | 9         | Jingle Hell            | Michael Lange    | Jessica O'Toole a Amy Rardin                                                                                      | 9. prosince 2018   |
| 10           | 10        | Keep Calm and Harry On | Vanessa Parise   | Allyssa Lee | 20. ledna 2019     |
| 11           | 11        | Witch Perfect          | Gina Rodriguez   | Natalia Fernandez                                                                                                 | 27. ledna 2019     |
| 12           | 12        | You're Dead to Me      | Brad Silberling  | Michael Reisz | 17. února 2019     |
| 13           | 13        | Manic Pixie Nightmare  | Melanie Mayron   | Jessica O'Toole a Amy Rardin                                                                                      | 3. března 2019     |
| 14           | 14        | Touched by a Demon     | Stuart Gillard   | Joey Falco | 10. března 2019    |
| 15           | 15        | Switches & Stones      | Claudia Yarmy    | George Northy | 17. března 2019    |
| 16           | 16        | Memento Mori           | Norman Buckley   | Emmylou Diaz | 24. března 2019    |
| 17           | 17        | Surrender              | Megan Follows    | Sarah Goldfinger                                                                                                  | 31. března 2019    |
| 18           | 18        | The Replacement        | Greg Beeman      | Zoe Marshall a Marcos Luevanos                                                                                    | 21. dubna 2019     |
| 19           | 19        | Source Material        | Stuart Gillard   | Natalia Fernandez a Allyssa Lee                                                                                   | 28. dubna 2019     |
| 20           | 20        | Ambush                 | Jeff Byrd        | Mia Katherine Iverson                                                                                             | 5. května 2019     |
| 21           | 21        | Red Rain               | Anya Adams       | Michael Reisz | 12. května 2019    |
| 22           | 22        | The Source Awakens     | Vanessa Parise   | Jessica O'Toole, Amy Rardin a Carter Covington                                                                    | 19. května 2019    |

### Druhá řada (2019–2020)
| Č. v seriálu | Č. v řadě | Původní název                            | Režie               | Scénář                                                       | Premiéra v USA     |
| ------------ | --------- | ---------------------------------------- | ------------------- | ------------------------------------------------------------ | ------------------ |
| 23           | 1         | Safe Space                               | Stuart Gillard      | Liz Kruger a Craig Shapiro                                   | 11. října 2019     |
| 24           | 2         | Things to Do in Seattle When You're Dead | Nick Gomez          | Joey Falco                                                   | 18. října 2019     |
| 25           | 3         | Careful What You Witch For               | Gina Lamar          | Nicki Renna                                                  | 25. října 2019     |
| 26           | 4         | Deconstructing Harry                     | Ken Fink            | Natalia Fernandez a Jeffrey Lieber                           | 1. listopadu 2019  |
| 27           | 5         | The Truth About Kat and Dogs             | Tessa Blake         | Johanna Lee                                                  | 8. listopadu 2019  |
| 28           | 6         | When Sparks Fly                          | Brandi Bradburn     | Jessica O'Toole a Amy Rardin                                 | 15. listopadu 2019 |
| 29           | 7         | Past Is Present                          | PJ Pesce            | námět: Blake Taylor scénář: Natalia Fernandez a Blake Taylor | 22. listopadu 2019 |
| 30           | 8         | The Rules of Engagement                  | Kelli Williams      | Zoe Marshall                                                 | 6. prosince 2019   |
| 31           | 9         | Guess Who's Coming to SafeSpace Seattle  | Michael Goi         | Carolyn Townsend                                             | 17. ledna 2020     |
| 32           | 10        | Curse Words                              | Doug Aarniokoski    | Aziza Aba Butain a Joey Falco                                | 24. ledna 2020     |
| 33           | 11        | Dance Like No One Is Witching            | Michael Allowitz    | Christina Piña a Nicki Renna                                 | 31. ledna 2020     |
| 34           | 12        | Needs to Know                            | Jeff Byrd           | Johanna Lee, Jessica O'Toole a Amy Rardin                    | 7. února 2020      |
| 35           | 13        | Breaking the Cycle                       | Joseph E. Gallagher | Blake Taylor                                                 | 21. února 2020     |
| 36           | 14        | Sudden Death                             | Stacey N. Harding   | Tommy Cook a Jeffrey Lieber                                  | 28. února 2020     |
| 37           | 15        | Third Time's the Charm                   | Stuart Gillard      | Carolyn Townsend                                             | 27. března 2020    |
| 38           | 16        | The Enemy of My Frenemy                  | Félix Alcalá        | Bianca Sams                                                  | 3. dubna 2020      |
| 39           | 17        | Search Party                             | Craig Shapiro       | Aziza Aba Butain a Nicki Renna                               | 10. dubna 2020     |
| 40           | 18        | Don't Look Back in Anger                 | Rupert E. C. Evans  | Joey Falco a Zoe Marshall                                    | 17. dubna 2020     |
| 41           | 19        | Unsafe Space                             | Joseph E. Gallagher | Jessica O'Toole, Amy Rardin a Christina Piña                 | 1. května 2020     |

### Třetí řada (2021)
| Č. v seriálu | Č. v řadě | Původní název                                       | Režie               | Scénář                                    | Premiéra v USA    |
| ------------ | --------- | --------------------------------------------------- | ------------------- | ----------------------------------------- | ----------------- |
| 42           | 1         | An Inconvenient Truth                               | Stuart Gillard      | Natalia Fernandez                         | 24. ledna 2021    |
| 43           | 2         | Someone's Going to Die                              | Menhaj Huda         | Jeffrey Lieber a Carrie Williams          | 31. ledna 2021    |
| 44           | 3         | Triage                                              | PJ Pesce            | Liz Kruger a Craig Shapiro                | 14. února 2021    |
| 45           | 4         | You Can't Touch This                                | Bola Ogun           | Joey Falco a Geraldine Elizabeth Inoa     | 21. února 2021    |
| 46           | 5         | Yew Do You                                          | James Genn          | Johanna Lee a Christina Piña              | 28. února 2021    |
| 47           | 6         | Private Enemy No. 1                                 | James Genn          | Aziza Aba Butain a Nikki Renna            | 14. března 2021   |
| 48           | 7         | Witch Way Out                                       | Menhaj Huda         | Natalia Fernandez a Carolyn Townsend      | 21. března 2021   |
| 49           | 8         | O, The Tangled Web                                  | Geary McLeod        | Sidney Quashie a Bianca Sams              | 28. března 2021   |
| 50           | 9         | No Hablo Brujeria                                   | Rupert E. C. Evans  | Geraldine Elizabeth Inoa a Jeffrey Lieber | 11. dubna 2021    |
| 51           | 10        | Bruja-Ha                                            | Joseph E. Gallagher | Joey Falco a Blake Taylor                 | 18. dubna 2021    |
| 52           | 11        | Witchful Thinking                                   | Ken Fink            | Natalia Fernandez a Johanna Lee           | 7. května 2021    |
| 53           | 12        | Spectral Healing                                    | Jacquie Gould       | Tommy Cook a Nicki Renna                  | 14. května 2021   |
| 54           | 13        | Chaos Theory                                        | Ken Fink            | Aziza Abu Butain a Sidney Quashie         | 21. května 2021   |
| 55           | 14        | Perfecti Is the Enemy of Good                       | Joseph E. Gallagher | Christina Piña a Carolyn Townsend         | 11. června 2021   |
| 56           | 15        | Schrodinger's Future                                | Stuart Gilliard     | Bianca Sams a Blake Taylor                | 18. června 2021   |
| 57           | 16        | What to Expect When You're Expecting the Apocalypse | Joseph E. Gallagher | Joey Falco a Carrie Williams              | 25. června 2021   |
| 58           | 17        | The Storm Before the Calm                           | Geoff Shotz         | Jeffrey Lieber a Sidney Quashie           | 16. července 2021 |
| 59           | 18        | I Dreamed a Dream…                                  | Stuart Gillard      | Liz Kruger a Craig Shapiro                | 23. července 2021 |

### Čtvrtá řada (2022)
| Č. v seriálu | Č. v řadě | Původní název                            | Režie               | Scénář                            | Premiéra v USA  |
| ------------ | --------- | ---------------------------------------- | ------------------- | --------------------------------- | --------------- |
| 60           | 1         | Not That Girl                            | Kevin Dowling       | Aziza Aba Butain a Jeffrey Leiber | 11. března 2022 |
| 61           | 2         | You Can't Go Home Again                  | Liz Kruger          | Blake Taylor                      | 18. března 2022 |
| 62           | 3         | Unlucky Charmed                          | Stuart Gillard      | Nicki Renna                       | 25. března 2022 |
| 63           | 4         | Ripples                                  | Joseph E. Gallagher | Tommy Cook a Carolyn Townsend     | 1. dubna 2022   |
| 64           | 5         | The Sisterhood of the Traveling Sandwich | Rupert Evans        | Joey Falco                        | 8. dubna 2022   |
| 65           | 6         | The Tallyman Cometh                      | Keesha Sharp        | Sidney Quashie                    | 15. dubna 2022  |
| 66           | 7         | Cats and Camels and Elephants, Oh My…    | Jem Garrard         | Jeffery Lieber a Christina Piña   | 29. dubna 2022  |
| 67           | 8         | Unveiled                                 | Jackeline Tejeda    | Bianca Sams                       | 6. května 2022  |
| 68           | 9         | Truth or Cares                           | Eduardo Sanchez     | Carolyn Townsend                  | 13. května 2022 |
| 69           | 10        | Hashing It Out                           | Joe Gallagher       | Carrie Williams                   | 20. května 2022 |
| 70           | 11        | Divine Secrets of the O.G. Sisterhood    | Paul Wu             | Joey Falco a Ivy Malone           | 27. května 2022 |
| 71           | 12        | Be Kind. Rewind.                         | Stuart Gillard      | Blake Taylor                      | 3. června 2022  |
| 72           | 13        | The End is Never the End                 | Kevin Dowling       | Jeffery Lieber a Nicki Renna      | 10. června 2022 |